# Klaus Hänsch
Klaus Hänsch, född 15 december 1938, Sprottau, tysk politiker (SPD), Europaparlamentariker, Europaparlamentets talman 1994-1997.